# Jan Brueckner
Jan Keith Brueckner (* 1950 in Berkeley, Kalifornien) ist ein US-amerikanischer Wirtschaftswissenschaftler und Hochschullehrer. Seine Haupttätigkeitsgebiete liegen in der Stadt- und der Transportökonomik.

## Werdegang, Forschung und Lehre
Brueckner absolvierte 1972 sein Artium-Baccalaureus-Studium an der University of California, Berkeley mit Auszeichnung. Anschließend wechselte er an die Stanford University, an der er 1976 als Ph.D. in Wirtschaftswissenschaften graduierte. Als Assistant Professor und Associate Professor war er in der Folge an der University of Illinois at Urbana-Champaign, ehe er dort 1985 zum ordentlichen Professor berufen wurde. 2005 folgte er einem Ruf der University of California, Irvine. Er ist Mitglied des Institute of Transportation Studies und des Institute for Mathematical Behavioral Sciences der UCI.
Brueckner forscht und lehrt in den Bereichen Stadtökonomik mit Schwerpunkt auf der Ökonomie des öffentlichen Sektors und der Wohnraumfinanzierung sowie der Industrial Organization, wobei er seinen Schwerpunkt hierbei auf die Konzentration in der Luftfahrt gelegt hat. Gemeinsam mit Richard F. Muth und Edwin Mills leistete er wichtige Beiträge zur Entwicklung des Modells der monozentrischen Stadtstruktur.

## Preise und Ehrungen
- 2001: Richard-Musgrave-Preis (mit Luz A. Saavedra)[1]

## Werke
Die folgende Auflistung gibt von Brueckner veröffentlichte Bücher wieder, zudem hat er zahlreiche Zeitschriftenartikel und Arbeitspapiere verfasst.
- Lectures on Urban Economics, 2011